# 特爾寧根峰
72°11′S 2°45′E / 72.183°S 2.750°E
特爾寧根峰是南極洲的山峰，位於東部南極洲的毛德皇后地，屬於耶爾斯維克山脈的一部分，海拔高度2,680米，現時受南極條約體系管理。